# قطعنامه ۱۰۰۷ شورای امنیت
قطعنامه  ۱۰۰۷ شورای امنیت سازمان ملل متحد که در تاریخ ۳۱ جولای ۱۹۹۵ تصویب شد، سندی بین‌المللی دربارهٔ هائیتی است. این قطعنامه طی نشست ۳۵۵۹ام با ۱۵ رای موافق، ۰ مخالف و ۰ ممتنع تصویب شد.